# Hubert Marion
Hubert Marion (Nièvre, januari 1906 - Nièvre, januari 1980) was een Franse entomoloog.
Marion raakte op jonge leeftijd geïnteresseerd in Lepidoptera en besloot zich daarin te specialiseren. In juni 1940 werd Marion krijgsgevangen gemaakt. Tijdens zijn gevangenschap zorgde hij voor een boerderij, niet ver van Berlijn, terwijl de eigenaar zich ergens aan het front bevond.
Na de Tweede Wereldoorlog specialiseerde hij zich in de nachtvlinders. Ondanks dat hij autodidact was, werd hij alom gerespecteerd voor zijn entomologische kennis. Hij publiceerde diverse artikelen over vlinders, waaronder tussen 1953 en 1957 over de Pyraloidea van Madagaskar.
Later verlegde hij zijn interesse naar de Hymenoptera, vooral in de Apoidea. Daarop besloot hij, met instemming van zijn familie, in 1978 zijn collectie van vlinders, die grotendeels waren verzameld rondom zijn woonplaats Decize in Nièvre, te doneren aan het Muséum national d'histoire naturelle in Parijs. 
Na een relatief korte ziekte overleed Marion begin januari 1980 door een einde aan zijn leven te maken.
Zijn twee collecties bevinden zich in het Muséum national d'histoire naturelle in Parijs.

## Enkele publicaties
- Marion H. (1952). Ebauche d'une classification nouvelle des Pyraustidae. - Revue française de Lépidoptérologie 13: 260-270.
- Marion H. & Viette P. (1953). Descriptions de deux nouvelles Pyrales malgaches (Lep. Pyralididae). - Bulletin de la Société entomologique de France 58(3): 39-42.
- Marion H. (1954). Pyrales nouvelles de Madagascar (Lep. Pyralidae). - Bulletin de la Société entomologique de France 59(1-2): 24-25.
- Marion H. (1954). Contribution à l'étude des Pyralidae de Madagascar. - Mémoires de l'Institut scientifique de Madagascar. (E)5: 39-62.
- Marion H. (1954). Deux Galleriides nouveaux de Madagascar, (Lepid.). - Revue française d'Entomologie 21(3): 216-218.
- Marion H. (1954). La réserve naturelle intégrale du Mt Nimba. XXV. Contribution à l'étude des Pyrales africaines. - Mémoires de l'Institut français d'Afrique noire 40(2): 335-338.
- Marion H. (1955). Deux pyrales paléarctiques nouvelles: Mecyna joannisalis n. sp. et M. syriacalis n. sp.. - L'Entomologiste 11(1): 20–23.
- Marion H. (1955). Synonymies de quelques Pyrales décrites de Madagascar (Lépidoptères). - Le Naturaliste malgache 6: 75-78.
- Marion H. (1955). Pyrales nouvelles de Madagascar (Lep.). - Bulletin de la Société entomologique de France 60(7-8): 114-119.
- Marion H. (1955). Les Coptobasoides de Madagascar avec description de deux especes nouvelles. - Le Naturaliste malgache 7: 191-194.
- Marion H. (1955). Révision des Pyraustidae de la faune française (suite). - Revue française de Lépidoptérologie 15(3): 41-58.
- Marion H. & Viette P. (1956). Pyrales de Madagascar nouvelles ou peu connues (Lepidoptera). - Mémoires de l'Institut scientifique de Madagascar (E)7: 77-115.
- Marion H. (1956). Pyrales nouvelles de Madagascar (Lep.). - Revue française d'Entomologie 23(1): 15-20.
- Marion H. (1956). Pyrales nouvelles de Madagascar: les Cataclysta (Lep. Pyraust. Nymphulidae). - Bulletin de la Société entomologique de France 61(5-6): 120-125.
- Marion H. (1956). Notes sur des espèces de Pyrales nouvelles ou peu connues de Madagascar (Lepidoptera).  Le Naturaliste malgache 8(2): 225-242.
- Marion H. (1957). Classification et nomenclature des Pyraustidae d'Europe. - L'Entomologiste 13(4-5): 75-87.
- Marion H. (1957). Pyrales nouvelles d'Afrique tropicale. - Bulletin de l'Institut fondamental d'Afrique noire (A) 19(4): 1197-1215.
- Marion H. (1957). Complément à la classification et nomenclature des Pyraustidae d'Europe. - L'Entomologiste 13(3): 129-130.
- Marion H. (1959). Révision des Pyraustidae de France. - Alexanor 1(1): 15-22.
- Marion H. (1963). Révision des Pyraustidae de France (suite). - Alexanor 2(8): 297-304.